# Johann Gottfried Bischoff

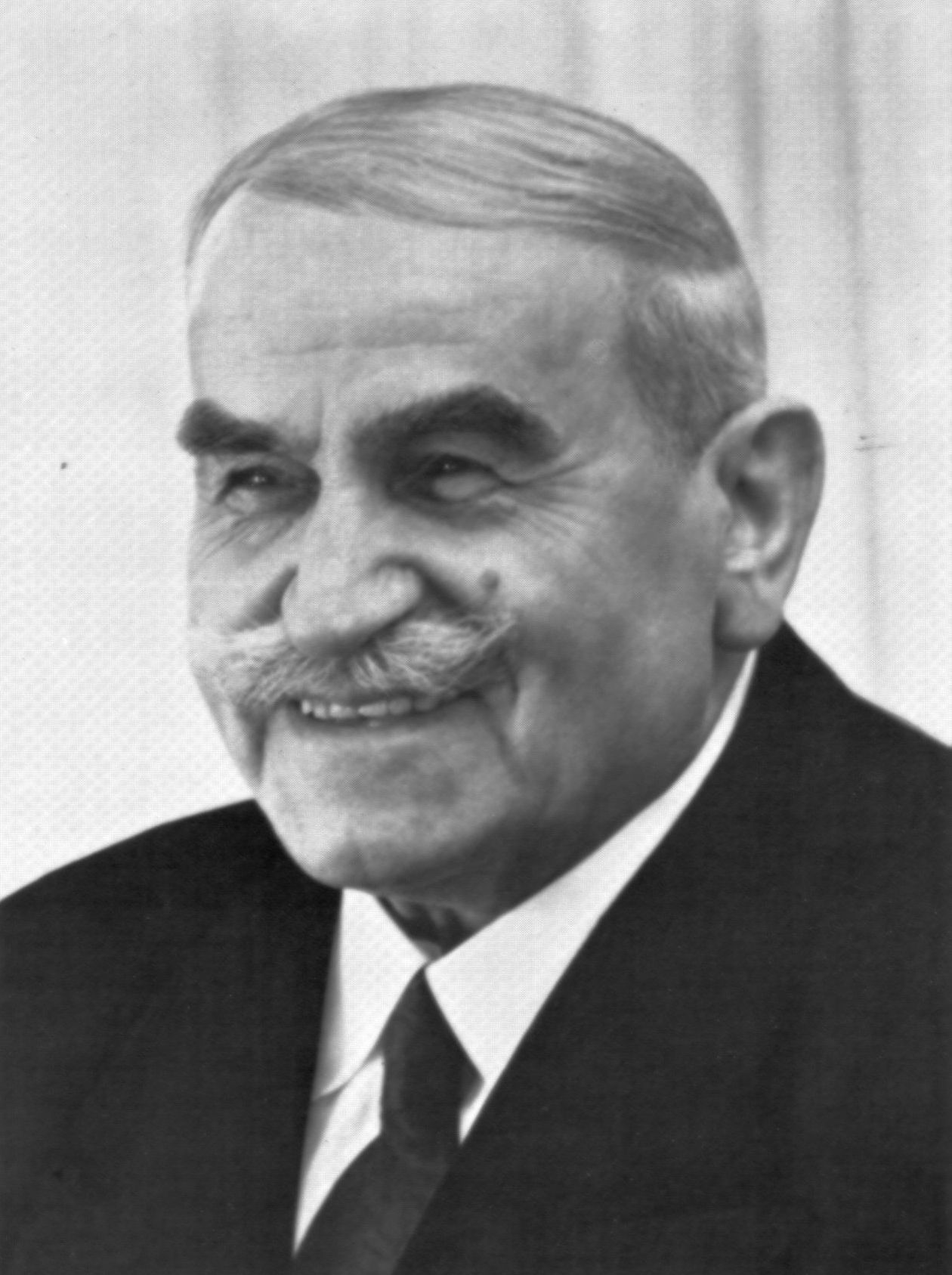
Johann Gottfried Bischoff

Johann Gottfried Bischoff mit Frau Margarete, 1907

Johann Gottfried Bischoff (* 2. Januar 1871 in Unter-Mossau, Odenwald; † 6. Juli 1960 in Karlsruhe) war von 1930 bis 1960 Stammapostel der Neuapostolischen Kirche und bekleidete damit das höchste Amt dieser Religionsgemeinschaft. Während seiner Amtszeit dogmatisierte er die Naherwartung der Wiederkunft Jesu Christi und verkündigte ab 1951, dass die Wiederkunft Christi zu seiner Lebzeit erfolgen würde. Er stürzte damit die Gemeinschaft über Jahrzehnte in eine tiefe Krise und war demzufolge für etliche Abspaltungen und Kirchenausschlüsse mitverantwortlich.

## Anfänge
Johann Gottfried Bischoff wurde als Sohn eines Maurers geboren und besuchte bis zum 14. Lebensjahr die Volksschule. Zusammen mit seinen elf Geschwistern verlebte er seine Kindheit in großer Armut. Seine Familie gehörte zu den wenigen katholischen Einwohnern von Unter-Mossau. Nach seiner Schulentlassung erlernte er das Schuhmacherhandwerk, arbeitete aber nebenher auch in der Landwirtschaft.
Während seiner Militärzeit in Mainz lernte er 1897 die Apostolische Gemeinde kennen und empfing am 20. Juni desselben Jahres die Geistestaufe (Versiegelung) und damit die Mitgliedschaft in dieser Glaubensgemeinschaft. In seiner Familie stieß dieser Schritt auf Unverständnis. Nach seiner Entlassung aus dem Militärdienst verblieb er in Mainz und bestritt seinen Lebensunterhalt mit einem kleinen Tabakladen.
Am 9. Januar 1898 wurde er zum Diakon ordiniert und bereits am 27. Februar 1898 zum Priester und ersten Vorsteher der Gemeinde Mainz bestellt. Im Auftrag seines Apostels Gustav Ruff bereiste Priester Bischoff schon in damaliger Zeit andere Gemeinden und hielt dort Gottesdienste. Am 9. September 1903 wurde er vom obersten Kirchenleiter, Stammapostel Friedrich Krebs, zum Bischof ordiniert. Von Stammapostel Hermann Niehaus, der seit 1905 dieses Amt innehatte, wurde er 1905 zum Apostelhelfer und am 12. August 1906 zum Apostel ausgesondert. In diesem Amt betreute er die Gemeinden in Mitteldeutschland und Württemberg, zeitweise auch in Baden, Elsass-Lothringen und der Schweiz.
Im September 1907 heiratete er in Dresden die Witwe Margarethe Engel, die aus erster Ehe eine Tochter mitbrachte. Die junge Familie verlegte ihren Wohnsitz nach Frankfurt am Main. Dem Ehepaar wurden die Söhne Friedrich (1909–1987), Ernst und Otto (1910) geboren (letzterer verstarb kurz nach der Geburt). Außerdem nahmen sie noch drei verwaiste Pflegetöchter bei sich auf, darunter die Mutter des späteren Stammapostels Wilhelm Leber. Johann G. Bischoff zog am 1. Oktober 1916 als Sergeant in den Ersten Weltkrieg, der damalige Apostel Carl August Brückner beschrieb das Einrücken Bischoffs so: „… o wehe den Feinden Deutschlands, nun aber war die Bundeslade des Herrn ins deutsche Heerlager gekommen, nun aber war das Schicksal der Feinde besiegelt.“ Am 12. Mai 1917 wurde er aufgrund der Erreichung der Altersgrenze bereits wieder aus dem Heeresdienst entlassen. Ab 1918 wurde Bischoff zunehmend ein enger Vertrauter des Stammapostels Niehaus.
Am 10. Oktober 1920 ordinierte ihn dieser in Anwesenheit aller Apostel zu seinem Helfer und Stellvertreter. Vier Jahre später, am 14. Dezember 1924, bestimmte Niehaus Bischoff zu seinem Nachfolger. Ursprünglich war dazu der sächsische Apostel Carl August Brückner vorgesehen gewesen. Dieser hatte jedoch seit 1917 die zunehmend von Träumen und Visionen geleitete Führung von Niehaus und den Machtanspruch des Stammapostelamtes in Frage gestellt und war am 17. April 1921 aus der Kirche ausgeschlossen worden. Er gründete mit dem sächsischen Apostel Max Ecke, vielen Amtsträgern und etwa 6.000 Mitgliedern den Reformiert-Apostolischen Gemeindebund.
Am 21. September 1930 trat Bischoff das Stammapostelamt in einem Festgottesdienst in Berlin-Südost an, nachdem Niehaus einen Tag zuvor von der Apostelversammlung in den Ruhestand versetzt worden war. Niehaus war gesundheitlich stark angeschlagen, da er sich von einem Sturz, welchen er sich am Tag nach seinem 25. Amtsjubiläum am 25. Januar 1930 in Quelle zugezogen hatte, nicht mehr erholt hatte. Der niederländische Apostel van Oosbree teilte in Berlin mit, dass die Apostelversammlung während ihrer Tagung in Holland bereits am 25. August 1930 die Übernahme des Amtes durch Bischoff beschlossen hatte.
Nach dem Tod seiner Frau im Jahr 1934 heiratete er 1936 Pauline Elsässer und verzog mit ihr in ein neu erbautes Haus in der Bernusstraße in Frankfurt am Main. Nach dem Tod seiner zweiten Ehefrau im Jahr 1944 ging er 1945 mit Elisabeth Hofmann seine dritte Ehe ein.

## Amtstätigkeiten
Bischoff vertrat ursprünglich in der damaligen Neuapostolischen Gemeinde gemeinsam mit dem Apostel Carl August Brückner recht „freisinnige“ Ideen. 1918 schrieb er an seinen Mitapostel: „Es ist ein Wahn zu glauben, Jesus wohne nur im Fleisch des Apostels … Wie hart war man gegenüber Andersgläubigen! Wie hat man die oft verdammt?! Aber – man hat nicht bedacht, daß in des Vaters Hause viele Wohnungen sind und daß der liebe Gott viele Lehrkörper auf Erden hat … Es kommt leider nur zu oft vor, daß den Gesandten [=den Aposteln] mehr Ehre gezollt wird als dem Sender, und dahin müssen wir kommen, daß der Herr als Grund und Eckstein an den richtigen Platz kommt in seinem Werk“. 1919/1920 kam es jedoch zu einem Bruch zwischen Bischoff und Brückner, da sich Bischoff von der reformatorischen Linie Brückners wieder entfernte und sich mehr zum Stammapostel Niehaus hielt, während Brückner von dessen Linie eher abrückte.
Es war bei den Kirchenmitgliedern üblich, dass sie dem Stammapostel nicht nur restlos vertrauten, sondern ihn sogar als direkten Stellvertreter Jesu Christi auf Erden ansahen. Diese Tradition rührte noch aus den Zeiten von Stammapostel Friedrich Krebs und seiner später sogenannten „Lehre vom Neuen Licht“, die unter anderem besagte, dass das Haupt Jesu Christi im Stammapostel, bzw. Jesus Christus im Apostelamt Fleisch geworden sei. In der Wächterstimme von 1949, deren Herausgeber J.G. Bischoff war, hieß es:

„Wer sich dieses im Besitz des Stammapostels befindlichen Schlüssels bedienen will, muß das Herz jenes Mannes besitzen, der das völlige Vertrauen des Sohnes Gottes sein eigen nennen darf. Ihm nicht restlos zu vertrauen und seinem Worte nur in Gedanken widerstehen zu wollen heißt, sich wider den Sohn Gottes zu versündigen. Wem der Vater so sein Vertrauen schenkt, wie dem gegenwärtigen Stammapostel, dem sollten wir armen schwachen Menschen doch erst recht restlos vertrauen. Aber gerade darin liegt oft die Tragik einer von Gott besonders gesegneten Schar, daß sie das edelste, was sie besitzt, nicht zu schätzen weiß.“

1932 empfahl Stammapostel Bischoff seinen Bezirksaposteln, den „Gottesdienst für die Entschlafenen [Toten]“ (eine Sonderlehre der Neuapostolischen Kirche) jeweils am 2. Weihnachtsfeiertag abzuhalten, 1950 verlegte er diesen Gottesdienst für alle verbindlich auf den ersten Novembersonntag, zwei Jahre später ordnete er unter dem Eindruck seiner „Botschaft“ an, dass die Totengottesdienste dreimal pro Jahr stattfinden sollten.
Unter der Federführung Bischoffs fand 1946 der erste „Übertragungsgottesdienst“ der Neuapostolischen Kirche in Reutlingen statt, zu welchem die Nachbargemeinde per Postkabel über Ton angeschlossen war. Diese neuen technischen Möglichkeiten gipfelten während seiner Amtszeit unter anderem 1956 in einem Gottesdienst in Frankfurt am Main, zu dem 196.000 Mitglieder in 321 Gemeinden über Postkabel angeschlossen waren. In den späten 1940er Jahren führte Bischoff auch die bezirksübergreifenden Kindergottesdienste in der Neuapostolischen Kirche ein, die bis heute Tradition haben.
1928 und 1956 besuchte er die Gemeinden in Nordamerika, weitere längere Reisen unternahm er nicht. Aus Erzählungen ist bekannt, dass er die schnelle Fahrt mit Kraftfahrzeugen liebte und sich damit auch zu den meisten Gottesdiensten in Deutschland und den umliegenden Gebieten fahren ließ. In den Kriegs- und Nachkriegsjahren zwischen 1941 und 1946 war seine Reisetätigkeit stark eingeschränkt, so dass er in der Regel in Frankfurt und Umgebung Gottesdienste hielt. Für die Betreuung der Gemeindemitglieder in Afrika, Australien und Asien setzte er 1933 Heinrich Franz Schlaphoff aus Südafrika als Stammapostelhelfer ein, welcher nach unterschiedlicher Darstellung entweder 1954 sein Amt selbst zurückgab oder vom Stammapostel Bischoff des Amtes enthoben wurde.
In Holland kam es nach dem Tode des von Niehaus als Stammapostelhelfer eingesetzten Apostels van Oosbree 1946 zum Eklat. Dieser hatte testamentarisch Lambertus Slok zu seinem Nachfolger bestimmt, was in Frankfurt auf Ablehnung stieß. Bischoff setzte stattdessen Jan Jochems zum niederländischen Apostel und ging somit in Opposition zu den Oosbree-Getreuen. Die Mehrheit der apostolischen Gläubigen trennten sich: Rund 25.000 folgten Slok, der die Apostolisch Genootschap gründete, Bischoff blieben gerade noch 6.000 Mitglieder.
Schon mindestens seit 1948 stand der Bezirksälteste Jakob Bitsch aus Gronau bei Bensheim, dessen Vater mit Bischoff aus der gemeinsamen Soldatenzeit befreundet war, in einem Konflikt mit dem Stammapostel. Er kritisierte „die aufwendige Lebensführung der Familie Bischoff“ und das autoritäre Stammapostel-System und spaltete sich schließlich 1949 mit etwa 21 Gemeinden von der Neuapostolischen Kirche ab. Die etwa 1000 Seelen schlossen sich unter dem Namen „Christen unserer Zeit“ zusammen.
1949 kam es wohl zu einem Annäherungsversuch zwischen einigen 1921 ausgeschlossenen Mitgliedern, welche sich zum Reformiert Apostolischen Gemeindebund zählten, und der Neuapostolischen Kirche. Stammapostel J.G. Bischoff wies dies, schon unter dem Einfluss der nahenden Botschaft, zurück.
Während Bischoffs Amtszeit wurden 74 Apostel ordiniert, das waren mehr Aposteleinsetzungen als in der Geschichte der Neuapostolischen Kirche zuvor. Acht dieser eingesetzten Apostel wurden von ihm des Amtes enthoben und diese und weitere aus der Kirche ausgeschlossen.

## Verlegertätigkeiten und „Friedrich-Bischoff-Verlag“
Bereits seit 1918 gab Bischoff regelmäßig gedruckte Rundschreiben mit Predigtanleitungen an die Amtsträger seines Arbeitsbereiches heraus, die ab 1922 dann sogar deutschlandweit an alle Amtsträger verschickt wurden. Ab 1926 hießen die Rundschreiben „Amtsblätter“. Im November 1928 verlegte J.G. Bischoff im Auftrag des damaligen Stammapostels Niehaus die Produktion der Schriften des Neuapostolischen Verlages von Leipzig nach Frankfurt. Seinen 19-jährigen Sohn Friedrich Bischoff bestellte er als Geschäftsführer der neu gegründeten „Neuapostolischen Hausdruckerei“ mit einem Gehalt von 400 Reichsmark. Ab Januar 1929 erschienen alle Zeitschriften in Frankfurt. Unter seiner Federführung wurden zwischen 1928 und 1933 auch die Bücher Der Größte unter ihnen, Das Leben nach dem Tode, Die Vollendung und Das Zeugnis der Apostel herausgegeben. Zu den beiden letztgenannten Werken gab es seit der Jahrtausendwende Plagiatsvorwürfe. Zumindest für das Buch Die Vollendung räumte die Kirche 2007 vollumfänglich ein, dass es sich um ein Plagiat handele.
Im Juni 1932 schloss der Stammapostel Johann Gottfried Bischoff mit seinem Sohn Friedrich Bischoff einen Liefervertrag, der es dem Sohn erlaubte, für vorerst sieben Jahre die ehemalige Hausdruckerei der Neuapostolischen Kirche zu übernehmen. Der Stammapostel selbst verzichtete auf sein Gehalt als Kirchenoberhaupt und lebte von seinen schriftstellerischen Tantiemen der kircheneigenen Publikationen. Der Vertrag für den nunmehr „Friedrich-Bischoff-Verlag“ sah vor, dass dieser sich jeweils um fünf weitere Jahre verlängerte, wenn er nicht gekündigt würde. Im Jahr 1950 verlängerte der Stammapostel ohne Zustimmung des Apostelkollegiums die Laufzeit bis 1975. Begründet wurde diese Verlängerung mit „hohem Investitionsbedarf“ und der Notwendigkeit einer „langfristigen Absicherung“. Das Apostelkollegium wurde nachträglich davon in Kenntnis gesetzt. Dies führte zu Unstimmigkeiten bei den Aposteln der Neuapostolischen Kirche. Ein Anwalt überprüfte den Sachverhalt und stellte fest, dass die Verlängerung zumindest rechtlich einwandfrei vollzogen worden war.
Am 12. Juni 1933 wurde der „Deutsche Buchverlag“, für den der Bischoff-Verlag druckte, verboten und Friedrich Bischoff zu Verhören bei der Gestapo vorgeladen. Grund war dessen enge Zusammenarbeit und freundschaftliche Beziehung mit dem Geschäftsführer des Buchverlages, dem bekennenden jüdischen NS-Gegner Frank Arnau. In dieser Situation schienen auch die kircheneigenen Zeitschriften in Gefahr, so dass Friedrich Bischoff einen Antrag auf die Mitgliedschaft in der NSDAP stellte. Etwa gleichzeitig stellte er einen Antrag auf Mitgliedschaft in der SS, der aber später zurückgezogen wurde.
Seit dem 17. Dezember 1933 wird im Friedrich-Bischoff-Verlag auch die Zeitschrift „Unsere Familie“ herausgegeben. Die Erstausgabe musste rechtzeitig vor dem von der NS-Regierung geplanten Verbot von Zeitschriftenneugründungen vorgenommen werden, da ab 1934 eine neue Zeitschrift nicht mehr zugelassen worden wäre. Diesen wertvollen Hinweis bekam die Familie Bischoff von Frank Arnau. Ab jener Zeit wurde zunehmend auch nationalsozialistische Propaganda in den kircheneigenen Erzeugnissen gedruckt. Ebenso musste ein Vertreter der Reichsschrifttumskammer im Verlag zwangsbeschäftigt werden. Die Zeitschriften und die Verlagsproduktion wurden während der Kriegsjahre ab 1941 schrittweise eingestellt und die Druckerei zwangsverpachtet. 1949 nahm der Verlag die Produktion wieder auf.
1939 kam es zwischen dem Schweizer Apostel Ernst Güttinger und Friedrich Bischoff zu einem Streit, welcher auch durch die Einwirkung von Stammapostel Bischoff nicht geschlichtet werden konnte. Ernst Güttinger verkündete, dass die Bezirksvorsteherversammlung in der Schweiz beschlossen hatte, dass die NS-gefärbten Zeitschriften des Verlages nicht mehr abgenommen werden und die Schweizer Neuapostolische Kirche eigene Druckerzeugnisse herstellen würde. Obwohl der Verlag anscheinend das Recht hatte, auch von Propaganda bereinigte Versionen der Zeitschriften ins Ausland zu liefern, tat Friedrich Bischoff dies nicht. Der Streit schien neben den politischen Implikationen auch persönliche Gründe zu haben. Letztendlich verbot Friedrich Bischoff den Schweizern die Nutzung der deutschen Titel der Zeitschriften, so dass die Neuapostolische Kirche in der Schweiz bis in die 1960er Jahre eigene Zeitschriften herausbrachte. Entgegen Behauptungen in manchen älteren Ausarbeitungen waren nach aktueller Quellenlage eventuelle Ausfuhrbeschränkungen kein Grund für die Einstellung der Lieferungen in die Schweiz. Es gibt auch keine Hinweise darauf, warum es J.G. Bischoff als Stammapostel nicht gelang, diesen Streit zu schlichten, oder wie seine letztliche Haltung zu dieser Frage war.
Kritiker werfen der Familie Bischoff vor, dass sie sich durch die Übernahme des Verlages durch die Familie bereichern wollte. Tatsächlich erlangte die Familie um J.G. Bischoff und seinen Sohn auch in Zeiten der Not augenscheinlich einen recht großen Reichtum.

## Im Nationalsozialismus
Schon unter den Stammaposteln Krebs und Niehaus entwickelte sich ein Führerkult, ebenso waren jene der Ansicht, dass auch der Staat durch einen Führer geleitet werden muss. Deshalb war ein nationalistisches Denken durchaus üblich und wurde ebenso durch Predigt oder Beiträgen in Druckerzeugnissen unterstützt. Zur Zeit des Ersten Weltkrieges trat dies besonders heraus, aber auch danach waren Bismarck-Zitate in der Neuapostolischen Rundschau nicht unüblich. Über die Führerkultur schreibt Niehaus 1929 im Heft Ist das Stammapostelamt eine göttliche Einrichtung: „Jedes Land hat seinen Führer. Eine zielbewußte, geordnete Obrigkeit ist auch Gottes Wille und lag von jeher in seiner Vorsehung.“ oder „Ohne einen von Gott erwählten Führer ist die Vollendung des Erlösungswerkes unmöglich.“ Auch in einer anderen Weise wurde die Übertragung und Befürwortung des Führerkultes auf die Neuapostolische Kirche deutlich, denn man dichtete das volkstümliche Kaisergeburtstagslied „Vater, kröne du mit Segen“ auf den Stammapostel und Apostel um und sang es an dessen Geburtstagen.
In dieser Ordnung wuchs auch Stammapostel Bischoff auf und lernte die Neuapostolische Kirche kennen. Er übernahm die Führerkultur und sah die Pflichten gegenüber dem Staat und der Obrigkeit nach wie vor als wichtiges Merkmal eines neuapostolischen Christen: „Von einem neuapostolischen Christen wird gefordert, daß er seine Pflichten gegenüber Staat und Obrigkeit gewissenhaft erfüllt und daß er sich als wertvolles Glied der menschlichen Gemeinschaft erweist.“ Auch nimmt er 1930 in „Fragen und Antworten“, eine Art Katechismus der NAK, den zehnten Glaubensartikel wieder auf: „Ich glaube, dass die Obrigkeit Gottes Dienerin ist uns zugute, und wer der Obrigkeit widerstrebt, der widerstrebt Gottes Ordnung, weil sie von Gott verordnet ist.“ (Römer 13)
1933 ließ Bischoff die neuen Richtlinien für die Amtsträger der Neuapostolischen Kirche herausgegeben, darin heißt es auf Seite 15:

„Auch sollten sich die Amtsbrüder besonders davor hüten, von Politik etwas zu erwähnen oder in die Politik einzugreifen und die Geschwister damit in irgendeiner Weise zu beeinflussen. Die NAK betreibt keine Politik.“

Trotz dieser eindeutigen Aussage predigte Bischoff zum Tag von Potsdam, dem 21. März 1933, in einem Festgottesdienst über Sirach 10,5, dass jetzt der von Gott gesandte Führer gekommen sei. Den Text der Ansprache ließ er samt vielen Unterlagen in die Reichskanzlei schicken. In einem Rundschreiben an die Amtsträger vom 25. April 1933 heißt es, dass es bei Eintrittsgesuchen von Mitgliedern aufgelöster staatsfeindlicher und freidenkerischer Organisationen in Zweifelsfällen gut sein werde, „die Personalien solcher Personen der zuständigen Ortsgruppe der NSDAP zur Nachprüfung vorzulegen“ und ihre Aufnahme erst nach dem Vorliegen einer Unbedenklichkeitserklärung der NSDAP zu vollziehen. Am 1. August 1933 wurde in den „Frankfurter Nachrichten“ ein Bericht unter dem Titel „Unsere Zukunft liegt in Deutschland“ abgedruckt. Demzufolge sagte der Beauftragte der NSDAP, Fritz Bischoff, dass die NAK etwa 2.000 Gemeinden mit 100.000 Mitgliedern in Deutschland hat und die meisten davon Nationalsozialisten sind und ihren Dienst der Regierung zur Verfügung stellen. Weiter werden Sammlungen für wohltätige Zwecke erwähnt.
Am 28. Juni 1933 bewirkte ein Verbot von verschiedenen neuapostolischen Gemeinden in Preußen eine eingreifende Änderung in der Neuapostolischen Kirche. Aufgrund von Weissagungen in Gottesdiensten der NAK in Preußen kam es zu Missverständnissen auf der staatlichen Seite und damit erfolgtem Verbot der Gemeinden. Bischoff, dem nach eigenen Angaben schon seit 20 Jahren auffiel, dass die Weissagungen mehr und mehr unvollkommen wurden, verbot am 28. Juni 1933 alle Weissagungen innerhalb der Neuapostolischen Kirche.

„Auf Anraten von maßgebender Seite wird hierdurch angeordnet, daß die Weissagungen vollkommen zu unterbleiben haben. Durch die Weissagungen sind Unzuträglichkeiten und ungeheure Mißverständnisse entstanden, so daß obige Anordnung sich als notwendig erwiesen hat.“

„Heute, am 28. Juni, wurde von verschiedenen Gemeinden Preußens gemeldet, daß die Neuapostolischen Gemeinden verboten seien. Wir haben daraufhin in Berlin Erkundigungen eingezogen. Es wurde uns von maßgebender Stelle erklärt, daß wir infolge der Weissagungen in die Klasse der Bibelforscher, Weißenberger und Konsorten eingereiht werden. Auf Grund dessen habe ich in Bezug auf diese Weissagungen obige Anordnung getroffen, und ich bitte die lieben Apostel, diese sofort zur Bekanntgabe in ihren Gemeinden weiterzuleiten.“

Ferner ermahnte er in einem weiteren Schreiben energisch, dass es verboten sei, sich privat oder im Gottesdienst über andere Kirchen abfällig zu äußern.
1935 strich man im Titel der Zeitschrift Wächterstimme aus Zion das hebräische Wort „Zion“. Im 1938er Lehrbuch der NAK wurde zu der Frage 172 festgestellt, dass „dem Aufnahmegesuch nicht entsprochen werden kann, wenn der Aufzunehmende sich im Widerspruch zur Staatsführung befindet, die der Neuapostolischen Kirche die Ausführung ihrer seelsorgerischen Tätigkeiten gestattet.“
Die Gründe für diese Veränderungen waren ein Anfang 1933 plötzlich auftretendes Verbot aller religiösen Sondergemeinschaften und damit auch der Neuapostolischen Kirche. Johann Gottfried Bischoff versuchte gute Beziehungen zum nationalsozialistischen Regime aufzubauen, um einen Teil der Verbote aufzuheben. Nach Schilderung der NAK sei es unter größten Schwierigkeiten gelungen, einen Teil dieser Verbote rückgängig zu machen. Darauf würden auch die anderen gegen die NAK ergriffenen Maßnahmen hinweisen: Die Nazi-Regierung habe die NAK mit ungewöhnlich hohen Steuern belastet, die Betreuung der Jugend sei unterdrückt worden, der Kauf von Grundstücken und der Bau von Kapellen abgelehnt worden, die Opfer durften nicht mehr erhoben werden, das Erscheinen der kircheneigenen Zeitschriften sei verboten worden, Bibeln und Gesangbücher hätten nicht mehr gedruckt werden dürfen. Die zur Gemeinde gehörenden Mitglieder jüdischer Abstammung seien nicht abgestoßen, sondern in jeder nur möglichen Weise unterstützt worden. Ab dem 1. September 1940 durften laut Vorgabe durch den Reichsminister für kirchliche Angelegenheiten Wehrmachtsangehörige nicht mehr religiös betreut werden, damit entfiel auch die Versendung der ausgesonderten Hostien per Feldpostbriefe. Ab 1941 wurde sukzessive die Herausgabe aller kircheneigenen Zeitschriften verboten und eingestellt.
Entgegen diesen Darstellungen verzeichnete die NAK im Dritten Reich jedoch in Deutschland ein recht großes Mitgliederwachstum, während andere Glaubensgemeinschaften gezwungen waren, in den Untergrund zu gehen.
Johann Gottfried Bischoff musste nach Kriegsende sein unversehrtes Haus zwangsräumen und verzog zurück in das kircheneigene Gebäude in der Sophienstraße. Unter Einwirkung eines amerikanischen Mitgliedes der NAK bei der Besatzungsmacht durfte Bischoff später wieder zurück in sein Haus ziehen.

## Nachkriegszeit – Bischoffs „Botschaft“

### Entstehung der „Botschaft“

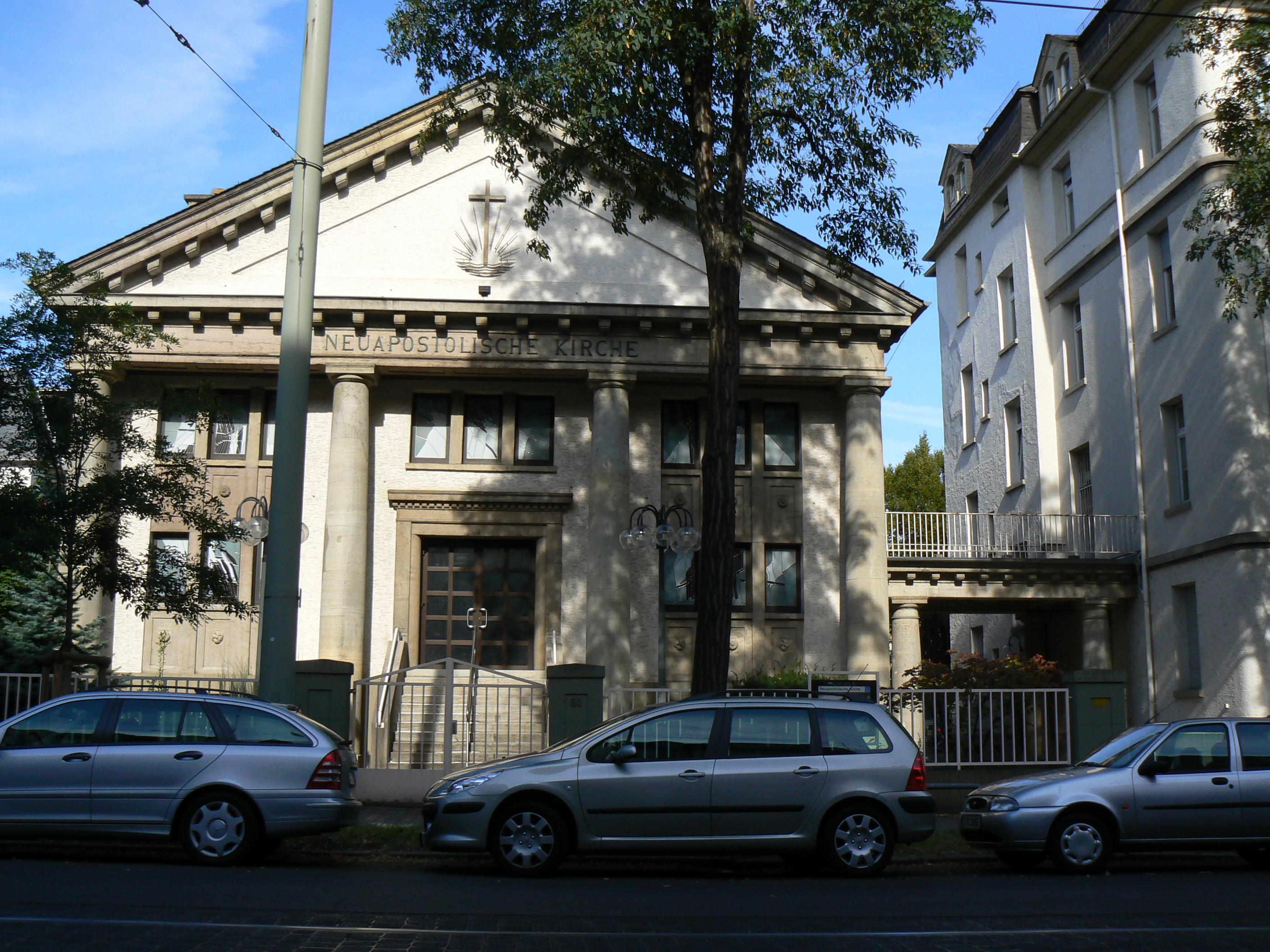
Neuapostolische Kirche Frankfurt-West, Sitz der NAK zur Botschaftszeit. (rechts im Bild das ehem. Wohnhaus J.G. Bischoffs)

Bereits 1940 und dann besonders nach dem Krieg wurde im Apostelkollegium der Wunsch zur Ernennung eines Nachfolgers für den bereits über 65-jährigen Stammapostel thematisiert. Die Apostel stimmten sich 1947 untereinander ab und bei der ersten regulären Apostelversammlung nach dem Krieg am 21. Mai 1948 in Frankfurt wurde mittels Stimmkarten Bezirksapostel Peter Kuhlen aus dem Rheinland und Westfalen im 2. Wahlgang einstimmig zum Nachfolger gewählt. Er wurde dann in einem festlichen Gottesdienst am 1. August 1948 in der Bielefelder Oetkerhalle ins Stammapostelamt eingesetzt und sollte bis zur Amtsübernahme als Stammapostelhelfer wirken.
In der Folgezeit kam es außerdem zu Satzungsänderungen, die eine eher kollektive Kirchenleitung durch das Apostelkollegium etablierten. Dem Stammapostel und insbesondere seinem Sohn, dem Verlagsinhaber der neuapostolischen Presse, missfiel dies und es kam offenbar zu Intrigen gegen den designierten Nachfolger Kuhlen. Auch wurden vom Stammapostel 1950 und 1951 besonders viele treue Apostel ordiniert, die die Mehrheitsverhältnisse im Apostelkollegium zu seinen Gunsten verschoben. Insbesondere in der neuapostolischen Presse wurde indirekt gegen die Legitimität des Nachfolgers Stellung bezogen, so schrieb das „Amtsblatt“ vom 15. September 1950:

„Eine Reihe von Menschen kann durch Mehrheitsbeschluß eine Meinung äußern, ohne dabei eins zu sein. Die Apostel des Herrn aber wollen mit dem ihnen von Gott gegebenen Haupt eins sein, so wie der Sohn mit dem Vater eins war und ist. Für sie gibt es keinen Mehrheitsbeschluß, keine Wahl und kein Stimmverhältnis. Auf solchen Voraussetzungen getroffene Entscheide hätten vor der Kraft des Glaubens keinen Bestand und müßten von allen Gläubigen und Getreuen verworfen werden. … Völlig eins werden können nur solche Menschen, in denen ein und derselbe Geist herrscht. Ist man also mit den Gedanken, den Ausführungen und Anordnungen des Stammapostels nicht ganz einverstanden und hat noch seine eigene Meinung, dann – ja dann herrscht eben ein anderer Geist in den Betreffenden. Der Stammapostel ist eben nicht sein Haupt. Wäre es denkbar, dass ein gesundes Glied eines gesunden Körpers etwas anderes wollte oder tun würde, als was das Haupt will? Kann in einer Rebe ein anderer Saft sein, als im Stamm? – Das alles ist undenkbar im alltäglichen Erleben sowohl wie im Werk Gottes.“

Darauf folgte eine Predigtoffensive im Oktober in Württemberg. Es kam dann im November 1950 zu einem Artikel im Kalender für 1951, in dem es hieß, „dass dem Stammapostel noch kein Nachfolger gezeigt worden sei“. Dies stand in offenem Widerspruch zur Ordination und zum Wirken des Stammapostel(helfer)s Kuhlen seit 1948, der sich aufgrund der vielen Vorfälle am 25. November 1950 zum Rücktritt entschied.
Zu dieser Zeit kam es in den Gemeinden im Saarland, das nach dem Krieg nicht von den deutschen Aposteln wegen deren NSDAP-Mitgliedschaft betreut werden durfte, zu Konflikten. Eine Zeit lang betreuten die Schweizer Apostel Ernst Güttinger und Rudolf Schneider die Saarländer, doch wurden diese besonders von den deutschnationalen Mitgliedern nicht akzeptiert. Es bildeten sich im Saarland zwei Gruppen. Als zur Apostelversammlung am 27. März 1951 die Altersgrenze für Apostel auf 70 Jahre gesetzt wurde, gingen die Apostel Güttinger und Schneider auf Veranlassung von Stammapostel Bischoff in den Ruhestand. Die Leitung übernahm kurzfristig Apostel Otto Güttinger aus der Schweiz und dann Apostel Georg Schall aus Württemberg ohne dass die Konflikte beigelegt werden konnten. Wenige Monate später wurde Apostel Chrétien Dauber aus Frankreich als neuer Bezirksapostel für das Saarland eingesetzt, welcher besonders intensiv auch die aufkommende „Botschaft“ des Stammapostels predigte. Dies verstärkte die Fronten und den Widerstand, so dass am 17. Dezember 1951 über 1.200 Mitglieder durch Beschluss des Apostelkollegiums aus der Neuapostolischen Kirche ausgeschlossen wurden und dann die „Apostolische Gemeinde des Saarlandes“ gründeten.
Am ersten Weihnachtstag 1951 verkündete Bischoff in Gießen, dass er der letzte Stammapostel sei. Jesus werde zu seinen Lebzeiten wiederkommen. Wörtlich hieß es:

„Tag und Stunde, wann der Herr kommt, wissen wir nicht. Aber ich persönlich bin überzeugt, dass die Zubereitung des königlichen Priestertums in der Zeit erfolgt, in der ich noch vorhanden bin, … Das Zeichen hierfür besteht darin, daß der Herr zu meiner Zeit in Erscheinung tritt und Abschluss seines Werkes macht … Ich bin der Letzte, nach mir kommt keiner mehr. So steht es im Ratschluß unseres Gottes, so ist es festgelegt, und so wird es der Herr bestätigen!“

Dieser Tag galt fast 60 Jahre lang als erster Tag der Verkündigung der sogenannten Botschaft von J.G. Bischoff. Über viele Jahre hinweg gab es verschiedene Gerüchte über die Entstehung der Verheißung. Alle kircheneigenen Quellen waren verschlossen, und erst im Jahr 2010 lieferte Michael Koch, Redakteur des Webmagazins glaubenskultur.de und Mitglied der Neuapostolischen Kirche, eine erste neuapostolische Ausarbeitung und stellte darin fest, dass die Botschaft nicht plötzlich entstanden, demzufolge keine Offenbarung war und auch nicht in Gießen das erste Mal verkündigt worden sei. Ähnliche Ansätze hatte es bereits in den 1950er Jahren von der abgespalteten Vereinigung Apostolischer Gemeinden und auch schon von Helmut Obst in seinem Standardwerk Apostel und Propheten der Neuzeit, welches in den 1980er Jahren erschien, oder beispielsweise auch R. Stiegelmeyr in seiner Botschafts-Ausarbeitung von 2007 gegeben.
Zu Beginn der Amtstätigkeit Bischoffs als Stammapostel war er noch deutlich gegen eine zeitliche Festlegung der Wiederkunft Christi gewesen. So druckte die „Wächterstimme“ am 1. Mai 1932 einen Artikel: „Es gebührt euch nicht zu wissen Zeit oder Stunde … Alle, die sich damit befaßt haben, mußten bis jetzt eine schmähliche Enttäuschung erleben. Für die Kinder Gottes ist es nicht Hauptsache, zu wissen, wann der Herr kommt …“ Doch ab dem Beginn der 1940er Jahre vertrat er in seinen Predigten die Meinung, dass die Vollendungszeit angebrochen sei, dies war in den Jahrzehnten zuvor keine unmittelbare Lehrgrundlage in der Neuapostolischen Kirche. Er deutete 1945, unter dem Eindruck der Bombenangriffe zum Ende des Zweiten Weltkrieges in Deutschland, die Zeit als jene der Ausgießung der siebenten Zornschale, von welcher in der Offenbarung Johannes zu lesen ist. Ab dem Jahre 1947 begann Bischoff darüber zu predigen, dass er persönlich den Herrn täglich erwarten würde, dies aber sein persönlicher Glaube sei:

„Ich persönlich erwarte den Herrn täglich. Damit will ich nicht sagen, dass er heute, morgen oder in 4 Wochen oder in 1 Jahr oder wie es auch sei kommt; den Tag und Stunde weiss einfach niemand. … Aber es kann mir doch niemand für übel nehmen, dass ich den Herrn täglich erwarte und mich entsprechend einstelle.“

Diese Naherwartung der Wiederkunft Christi war jedoch seit der Gründung der Kirche ein fundamentaler Glaubensstandpunkt und insoweit nichts Besonderes.
Er predigte aber auch:

„Ich sage euch nicht zu viel, wenn ich erwähne, daß wir verschiedene Geschwister, selbst Amtsträger haben, die bereits die Verheißung des Herrn empfingen, daß sie nicht mehr sterben, sondern verwandelt werden. Das sind doch auch göttliche Zusagen!“

Im Juni 1948 führte der Stammapostel auf eine Co-Predigt eines Amtsträgers aus, dass er persönlich an die Wiederkunft Jesu Christi zu seiner Lebenszeit glaube:

„Nun freue ich mich ganz besonders, daß ihr das auch einmal aus dem Munde eines Bezirksältesten aus einem anderen Apostelbezirk gehört habt; denn wenn ich da und dort gesagt habe: ‚Jedes Gotteskind hat das Recht zu glauben, daß der Herr in der Zeit seiner Erdentage kommt,’ dann hat man mir das verschiedentlich übel genommen und gesagt: Ja, wie kann denn der Stammapostel, wo er doch so alt ist, so etwas sagen als ob der Herr zu seiner Zeit kommen würde! Ich habe noch nie behauptet: Der Herr muß zu meiner Zeit kommen! sondern gesagt: Ich glaube und hoffe, daß er zu meiner Zeit kommt. – Diesen Glauben und diese Hoffnung darf jedes Gotteskind für seine Person haben.“

In den folgenden Jahren relativierte er mehrmals die Aussagen, dass der Herr zu seiner Lebenszeit kommen müsste. Es sei lediglich sein persönlicher Glaube, so Bischoff, doch stellte er jedem Gläubigen frei, dieses ebenfalls zu glauben: „Ich habe noch nie gelehrt, daß der Herr das tun müßte. Zu glauben, daß der Herr zu unserer Zeit kommt, das kann uns niemand verbieten und wird auch nicht verboten, denn die, die ein Ziel vor Augen haben, bereiten sich auch entsprechend vor.“ In jener Zeit verstärkte die kircheneigene Zeitschrift „Das Amtsblatt – Monatsschrift für die Amtsträger der Neuapostolischen Kirche“ durch Artikel den Glauben an die unmittelbar bevorstehende Wiederkunft Christi.
Im Oktober 1950 predigte erstmals der von J.G. Bischoff frisch eingesetzte Apostel Gottfried Rockenfelder aus Wiesbaden, dass er die felsenfeste Überzeugung hätte, „dass Gott, unser Herr, uns den Stammapostel bis zum herrlichen Morgen der ersten Auferstehung erhält.“ M. Koch schrieb in der Ausarbeitung dazu: „Es ist das erste Mal, dass offen eine solche Überzeugung vertreten wird: Gott wird den Stammapostel so lange erhalten, bis Jesus kommt, um die Seinen zu entrücken.“
Ab dem 1. Oktober 1950 predigte Bischoff in zahlreichen Gottesdiensten in Süddeutschland massiv seine Überzeugung, dass der Herr zu seiner Zeit kommen würde und ein Großteil der Gläubigen nicht mehr sterben würde. Im kircheneigenen Kalender für 1951 wurde nun erstmals auch kirchenweit die feste Ansicht Bischoffs publiziert. Die vielen Äußerungen blieben jedoch nicht ohne Wirkung, so relativierte der Stammapostel seine Überzeugung im Februar 1951 während eines Gottesdienstes in Stuttgart:

„Meine lieben Brüder und Schwestern, ich möchte hier kurz erwähnen: Tag und Stunde weiss niemand. … Weil wir aber das nicht wissen, darum habe ich mich, wenigstens für meine Person, an die Worte Jesu gehalten, in dem er sagte: ,Wachet, denn ihr wisset nicht, welcher Stunde euer Herr kommen wird’ (Matth. 24, 42). … Ich erwarte den Herrn täglich! Das habe ich oft genug in den Gottesdiensten und auch in meinen Schriften bekanntgegeben, und das Recht hat jedes apostolische Gotteskind, das zu glauben. Ausserdem glaube ich, dass der Herr Jesus zu meiner Lebzeit kommt. Ich habe aber nicht gesagt, dass er in der Zeit kommen muss, sondern ich glaube, dass er in meiner Lebzeit kommt. Dies glaube ich nicht etwa auf Grund eines Traumes oder aus irgend einer anderen Ursache, sondern auch hierin ist mir nur sein Wort maßgebend.“

Dieses Zitat ist auch insoweit bemerkenswert, da Bischoff sagte, dass er keinen Traum hatte oder ein sonstiges prägendes Ereignis. In den folgenden Wochen schwankte J.G. Bischoff in seinen Predigten zwischen massiver Predigt seiner Überzeugung, der Herr käme zu seiner Lebenszeit und der Relativierung jener. Im Herbst 1951, zehn Wochen vor dem eigentlichen sogenannten „Botschafts-Gottesdienst“, predigte Bischoff:

„Ich habe vor Monaten gesagt: Ich glaube, dass der Herr zu meiner Lebzeit kommt. Als ich das sagte, gingen die Wogen des Unglaubens hoch und wurde die Sprache laut: Wie kann er so etwas sagen, er ist doch auch ein sterblicher Mensch gleich wie die anderen! Das änderte aber meine Überzeugung nicht. Wenn es dem lieben Gott gefällt, dass er seinen Sohn zu meiner Zeit sendet, um die Seinen zu sich zu nehmen, wer will das hindern?“

Der Stammapostel begründete nun immer mehr seine Auffassung mit den vielen Erlebnissen und Zuschriften von Kirchenmitgliedern, die entsprechende Eingebungen und Gesichte hatten. Als Folge dessen verschob sich der Inhalt vieler Predigten des Stammapostels weg von Bibelexegese zur Nacherzählung von Träumen und Visionen anderer, die den Wahrheitsgehalt der „Botschaft“ bezeugen sollten. In dem nun folgendem Weihnachtsgottesdienst 1951 in Gießen wurde schon zu Beginn des Gottesdienstes der Stammapostel mittels eines vorgetragenen Gedichtes als derjenige bezeichnet, der die Braut heimführt. Diese Tendenz führte sich durch den Gottesdienst und endete in der Aussage: „Ich bin der Letzte, nach mir kommt keiner mehr. So steht es im Ratschluß unseres Gottes, so ist es festgelegt, und so wird es der Herr bestätigen!“
Jedoch wurde dieser Gottesdienst weder in der internen Verkündigung noch in der Berichterstattung in der Zeitschrift „Unsere Familie“ im März 1952 oder in der „Wächterstimme“ vom April 1952 als etwas Herausragendes betitelt, auch das Wort „Botschaft“ fiel nicht. In den folgenden Gottesdiensten vertrat J.G. Bischoff seine Auffassung ebenso nicht konsequent in jedem Gottesdienst weiter. In einem Ämtergottesdienst im Frühjahr 1952 in Frankfurt las Bischoff einige Briefe von Mitgliedern vor, die Erlebnisse und Träume schilderten, welche seine Überzeugung untermauerten. Der Gottesdienst bestand demnach nur aus einer kurzen Einleitung und dem Vorlesen der Briefe. Es ist weder aus diesem, noch vielen anderen Gottesdiensten eindeutig herauszulesen, wie J.G. Bischoff seine Überzeugung erlangt hatte. Einmal sprach er von einer Offenbarung, ein anderes Mal von mehreren Offenbarungen oder aber auch von einer persönlichen Erscheinung durch Jesus Christus. Angeblich soll Bischoff nicht einmal im Familienkreis erzählt haben, wie er die vermeintliche Offenbarung erhalten habe.
Nach aktueller Quellenlage sprach erstmals Apostel Friedrich Bischoff, allerdings noch nicht im Rückblick auf den 25. Dezember 1951, im April 1952 von einer Botschaft: „Wenn nun so jemand die ‚Botschaft‘ hört: ‚Jetzt ist die Zeit gekommen, in der der Herr erscheint!‘ und er würde dann sagen: ‚Das kann ich nicht recht fassen, das kann ich nicht glauben; wie kommt der Stammapostel dazu, so etwas zu verkündigen?‘, ist da der Glaubensgehorsam vollständig? Nein, […].“

### Die „Botschaftszeit“ und ihre Folgen

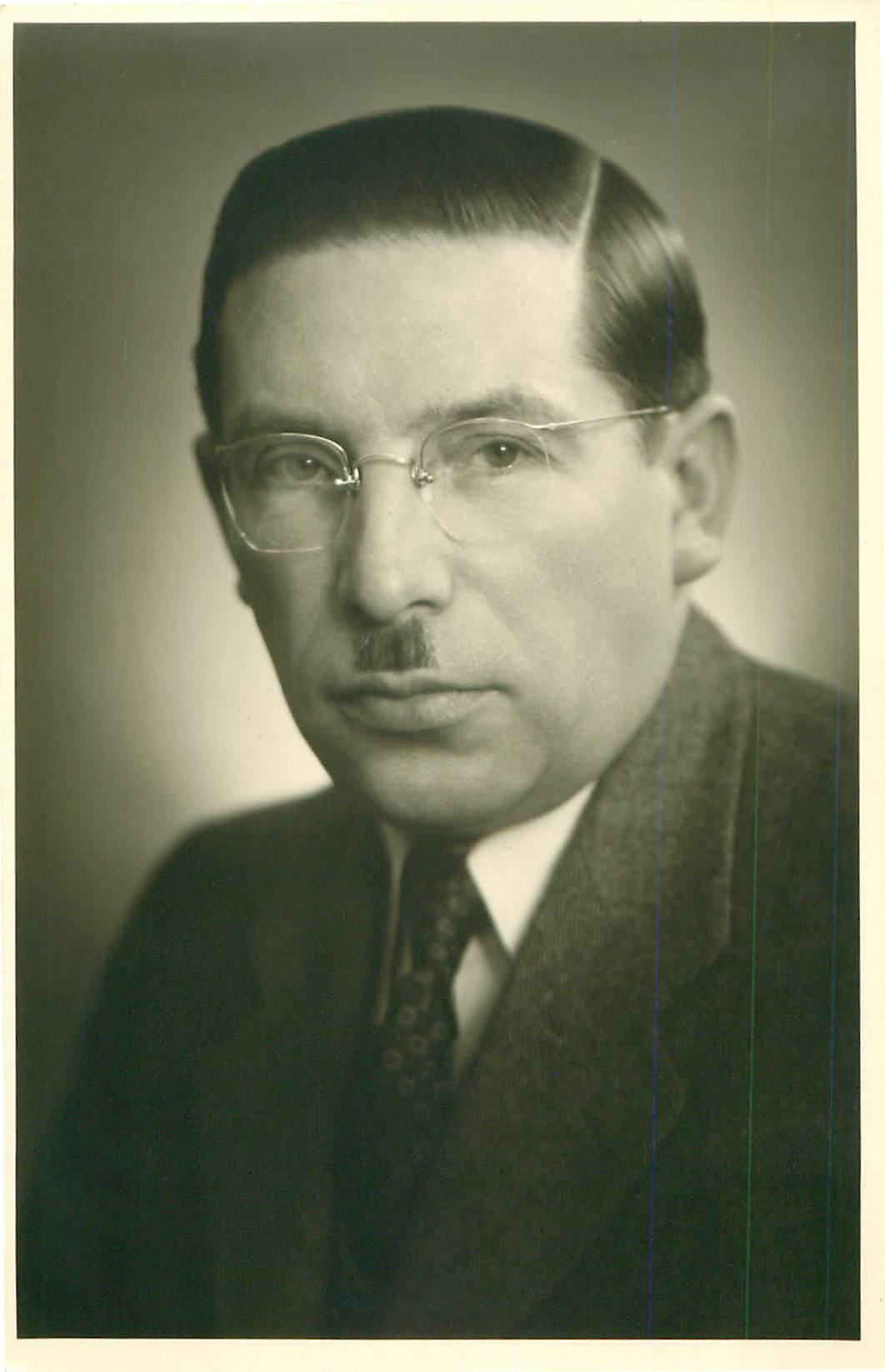
Apostel Peter Kuhlen

Die Naherwartung der Wiederkunft Christi wurde nun sogar organisatorisch eingebettet, denn Bischoff selbst verlegte im Juni 1952 den alljährlich am ersten Novembersonntag stattfindenden Entschlafenengottesdienst auf den 6. Juli 1952 vor, da er der Meinung war, dass der Herr noch vor November kommen würde. Seither begeht die Neuapostolische Kirche den Entschlafenengottesdienst dreimal jährlich.
In einem Gottesdienst am 13. Juli 1952 in Stuttgart-Süd sprach Bischoff selbst von „seiner Botschaft“, die er an Weihnachten 1951 gepredigt habe. Dieser Gottesdienst gilt nach aktueller Quellenlage als eigentliche Geburtsstunde der „Botschaft des J.G. Bischoff“. Erst ab jetzt stand der Weihnachtsgottesdienst 1951 im Mittelpunkt.
In den Bezirken wurde die „Botschaft“ zunächst mit einer gewissen Toleranz weitergegeben bzw. gepredigt. In der Folgezeit wurde sie innerhalb der NAK allerdings immer bedeutsamer. Unter anderem sollten Aufnahmen in die NAK, die sogenannten Versiegelungen, sowie Berufungen in die neuapostolischen Ämter ab September 1954 von der Annahme der „Botschaft“ abhängig gemacht werden. Später galt dies auch für weitere kirchliche Handlungen. Die Verkündigung der „Botschaft“ bewirkte folglich einen neuapostolischen status confessionis. Amtsträger wurden wiederholt über das sogenannte Amtsblatt dazu angehalten, sie deutlich zu vertreten.

#### Trennungen von Bischoff und der NAK
Ab 1953 entstanden in der Neuapostolischen Kirche zwei Fronten: einerseits die Befürworter der „Botschaft“ und stammaposteltreue Mitglieder und Ämter, andererseits Kritiker und Reformer. Die beiden Gruppen bildeten sich quer durch alle Gesellschafts- und Amtsschichten in der Kirche. Die heiße Zeit der Widerstände dauerte drei Jahre.
Etwa 1000 Gemeindeglieder und höchste Amtsträger widersetzten sich in der Schweiz dem „Botschaftsdruck“ und wurden daraufhin 1954 ausgeschlossen, darunter auch der Apostel Otto Güttinger, welcher mit seinem Vater, dem ehemaligen Apostel Ernst Güttinger, die Vereinigung Apostolischer Christen gründete.
Ab 1953 kam es in Südafrika zu Ablehnungen der „Botschaft“, sogar unter der Duldung des Stammapostelhelfers H.F. Schlaphoff, welcher für Afrika, Asien und Australien zuständig war. In Südafrika wurden 1954 die Apostel Philipus Jacobus Erasmus und Daniel Carel Smuts Malan des Amtes enthoben und aus der Neuapostolischen Kirche ausgeschlossen. Der Stammapostelhelfer Schlaphoff soll 1954, nach unterschiedlichen Angaben, nach einer Europareise entweder das Amt selbst zurückgegeben haben oder durch ein Telegramm des Amtes enthoben worden sein.
Eine Sonderposition nahmen ab 1954 die Niederlande ein. Dort existierte die Hersteld Apostolische Zendinggemeente in de Eenheid der Apostelen, sozusagen der niederländische Ableger der Neuapostolischen Kirche, unter der Leitung des Bezirksapostels Gerrit Kamphuis. Dieser verkündigte aber die Botschaft Bischoffs nicht im ausreichenden Maße, so dass Apostel Walter Schmidt, mit Genehmigung des Stammapostels, von Deutschland aus die Nieuw-Apostolische Kerk in Nederland (Neuapostolische Kirche in den Niederlanden) am 1. April 1954 gründete. Es ist anzunehmen, dass dies auf Initiative des niederländischen Bischofs Beil und einigen Mitgliedern geschah. In der neu gegründeten Gemeinschaft befand sich nun die Bischoffstreue Fraktion, sie umfasste im Anfangsjahr 21 Gemeinden und etwa 1.070 Mitglieder. So gab es also gleichzeitig zwei unterschiedliche neuapostolische Kirchen in den Niederlanden.
In Deutschland kam es ab 1954 zu ersten offenen Auseinandersetzungen, welche sich größtenteils im Arbeitsgebiet des ehemals als Stammapostel ordinierten Apostel Peter Kuhlen abspielten. So ereigneten sich besonders im Januar 1955 skandalöse Szenen in Gottesdiensten rund um Düsseldorf, so zum Beispiel am 9. Januar 1955 in Horrem, als der Apostel Dehmel mit großer Ablehnung seitens radikalisierter Botschafts-Befürworter empfangen wurde: „Zu gleicher Zeit erhoben sich alle anderen in der Gemeinde und schickten sich an, den Saal zu verlassen. Dabei kamen von einzelnen Drohungen gegen den Apostel zum Ausdruck, indem auch diese sich vor dem Altar in drohender Stellung besonders hervortraten. Schimpfnamen wie: Sie sind ein Lügner, Betrüger usw. mußte der Apostel über sich ergehen lassen …“ Einige riefen: „Wir wollen mit euch nichts mehr zu tun haben, wir sind nur noch mit dem Stammapostel verbunden.“ Auch aus der Schweiz ist überliefert, dass es nach 1951 im deutschsprachigen Raum zu Denunziantentum gegen vermeintliche „Botschaftszweifler“ und Tumulten am Rande von Gottesdiensten kam. Der rheinische Bezirksapostel Peter Kuhlen, sowie seine zwei Mitapostel Dehmel und Dunkmann wurden am 23. Januar 1955 des Amtes enthoben und aus der Neuapostolischen Kirche ausgeschlossen. Mit ihnen gingen etwa 15.000 Mitglieder. Die Ausgeschlossenen gründeten zum Teil neue Gemeinschaften wie die Apostolische Gemeinschaft oder die Vereinigung Apostolischer Christen in der Schweiz, die sich 1956 in Düsseldorf mit anderen, früher ausgeschlossenen Gemeinschaften, zur Vereinigung Apostolischer Gemeinden zusammenschlossen. In der NAK wurden sie fortan als „Zweifler, Rechthaber und Eigenbrötler“ bezeichnet.
Auch in Württemberg, besonders im Raum Heilbronn und Stuttgart, kam es zwischen 1953 und 1955 zu Auseinandersetzungen, welche fast zu einer erneuten Kirchenspaltung geführt hätten. Bereits im Februar 1954 bekam der Bezirksapostelbereich einen zusätzlichen Bezirksapostel, Gotthilf Volz, obwohl Georg Schall noch im Amt war. Bischoff bangte darum, ob Schall denn auch ausreichend zuverlässig die Botschaft verkündigen würde. Heilbronn galt damals als Zentrum des Konflikts, dort verweigerte der zuständige Bischof Wilhelm Pfäffle bei einer Bezirksämterversammlung dem Apostel Wilhelm Jaggi den Zutritt, da er und seine Amtsträger der Meinung waren, dass der Apostel die Botschaft unzureichend verkündigen würde. Die Versammelten verlangten stattdessen den Bezirksältesten Georg Thomas als Apostel. Dieser wurde sehr kurze Zeit später ordiniert und mit ihm fünf Bischöfe und zwei Bezirksälteste. In dem Einsetzungsgottesdienst ging Stammapostel Bischoff auf die Zwistigkeiten ein und bat darum, „die Kluft zu beseitigen“. Dennoch klang der Aufruhr in Württemberg nicht ab, auch nicht, nachdem Bischoff im Spätjahr 1955 den Bezirk abermals besucht und deutlich aufgerufen hatte, den „Bruderstreit“ zu beenden. Am 18. November 1955 kam es bei einer Bezirksämterversammlung in Stuttgart-Süd mit einer, in der Neuapostolischen Kirche einmaligen, Handlung zur Beruhigung der Sache. Apostel Walter Schmidt hielt mit Apostel Friedrich Bischoff die Versammlung, kam ohne Umschweife auf die Streitigkeiten zu sprechen und verlangte einen Neuanfang. Er forderte jede Amtsträgergruppe auf, sich zu erheben und ein Gelöbnis zu leisten:

„Da möchte ich zunächst die lieben Bischöfe bitten, einmal aufzustehen. Wenn ihr nun vor Gottes Angesicht bestätigt, dass ihr euch willig in den Dienst des Stammapostels der Bezirksapostel stellt und sie erhöht, mit ihnen Hand in Hand, Schulter an Schulter geht, und wenn ihr nun gelobt, das, was dahinten, das wird schwinden, es soll nicht wieder berührt werden, und wenn ihr gelobt, dass diese Sache nie wieder angerührt wird, dann bestätigt es mit einem Ja.“

Alle Amtsträger gelobten, das Vergangene ruhen zu lassen, dem Stammapostel nachzufolgen und über die Sache in Zukunft zu schweigen. Dieser Gottesdienstbericht wurde wenige Wochen später allen Amtsträgern in Süddeutschland ausgehändigt.

#### Bischoffstreue und Blütezeit der NAK
Bei denen, die blieben, wuchs das Ansehen des Stammapostels Bischoff. In der Zeitschrift Unsere Familie hieß es am 15. September 1959 in einem Bericht über einen Auftritt des Stammapostels:

„Der Stammapostel ist mit seiner Begleitung in die Halle getreten. Wir können ihn noch nicht sehen, aber wir spüren, dass jetzt ein Ereignis von überirdischer Bedeutung seinen Anfang genommen hat. Eine einzige Bewegung liegt über der versammelten Schar, Himmelskräfte haben sich gelöst und fluten durch den Raum.“

Am 1. Dezember desselben Jahres war dort zu lesen:

„Es gibt auf Erden keinen Menschen, durch den die Göttlichkeit uns so nahe kommt wie durch den Stammapostel …“

Trotz der Kirchenausschlüsse war die Ära Bischoff eine der Blütezeiten der Neuapostolischen Kirche. Das Magazin Der Spiegel berichtete am 14. September 1960 über die Neuapostolischen: Bischoffs Botschaft gewann der Neuapostolischen Gemeinde sogar neue Mitglieder – zumeist Christen, die evangelischen Landeskirchen angehört hatten. Allein 13.000 Endzeit-Erwartende wohnten im April dieses Jahres (1960) dem vorösterlichen Gottesdienst in der Berliner Deutschlandhalle bei, in dem Bischoff bekanntgab: „Uns tröstet das Bewußtsein, daß der Sohn Gottes zu unserer Zeit kommt und uns zu sich nimmt.“
Die weitere Dogmatisierung der Botschaft und intensivierte Endzeiterwartung motivierte manche Kirchenmitglieder zu radikalen und weitreichenden Entscheidungen. So wurden Ausbildungs- oder Studienplätze nicht mehr angetreten oder aufgegeben, die Felder nicht bestellt oder Hab und Gut verschenkt, da vermeintlich die nahe Wiederkunft Christi bevorstand. Das gesellschaftliche Leben vieler Mitglieder änderte sich gravierend, denn es galt, auf den Tag Jesu Christi vorbereitet zu sein. Zu viele irdische Bindungen und Freuden hätten, nach damaliger Glaubensauffassung, die Möglichkeit der Teilhabe am Glaubensziel unterbunden. Diese Angst vor der mangelnden Würdigkeit prägte auch die Erziehung der Kinder und Jugendlichen dieser Zeit. Es war nicht unüblich, dass sie von ihresgleichen abgeschottet aufwuchsen, oder in Angst vor dem Alleinbleiben nach dem Heimholen der Eltern am Jüngsten Tag lebten. Diese Furcht wurde bei jenen auch mit Aussagen wie: „Der Herr sieht alles, hört alles und weiß alles!“ weiter geschürt. Insbesondere Aussteiger aus der Neuapostolischen Kirche berichteten in den 1990er Jahren in verschiedenen Medien von solchen psychischen Traumata.
Ein Gemeindemitglied, Geburtsjahr 1913, berichtete in der Zeitschrift Spirit:

„Das Wissen, dass der Herr kommt, das war fest verankert in unserer Seele. Als dann der Stammapostel Bischoff verkündete: ‚Der Herr hat mich wissen lassen, dass ich nicht sterben werde, sondern dass der Herr Jesus zu meiner Lebzeit kommt‘, war das für uns ein Gesetz. Wie ein feststehendes Gesetz: Der Herr kommt jetzt. … Man hat sich an den Zeitraum geklammert. Der Stammapostel war damals schon über 80. Von da an hat man in jedem Jahr gedacht, in diesem Jahr kommt der Herr.“

Die wichtigsten Unterstützer der Botschaft waren neben dem späteren Bezirksapostel Friedrich Bischoff insbesondere Apostel Gottfried Rockenfelder sowie die späteren Stammapostel Walter Schmidt und Ernst Streckeisen. Meinungsführer der internen Kritik an der Dogmatisierung waren neben anderen der zurückgetretene Stammapostelhelfer Peter Kuhlen und der schweizerische Apostel Otto Güttinger, die unter anderem aufgrund ihrer offenen Distanz zur Botschaftsverkündigung aus der NAK ausgeschlossen wurden.

### Tod Bischoffs und die Nichterfüllung der Verheißung
Am 18. April 1960 erlitt Bischoff eine plötzliche Herzerkrankung in seinem Haus in Frankfurt am Main. Ein am nächsten Tag herbeigerufener Arzt bescheinigte der Familie, dass er nie wieder reisen könne. Bischoff verweigerte jedoch die Einnahme verordneter Medikamente und das Befolgen ärztlicher Anweisungen, da er nach wie vor der festen Überzeugung war, dass der Herr zu seiner Zeit kommen würde. Nachdem sich sein Zustand stetig verschlechtert hatte, stimmte er schließlich zu, den neuapostolischen Arzt Dr. Walter Gorenflos in Karlsruhe aufzusuchen. Am 5. Juli 1960 bestätigte Bischoff am Krankenbett noch dem späteren Stammapostel Walter Schmidt das Bestehenbleiben der Verheißung. Einen Tag später starb er in den Armen seiner Pflegetochter Gretel Jacob auf dem Weg zur Nachtruhe.
Für den 7. Juli wurde deshalb übereilt eine Mitgliederversammlung des „Apostelkollegiums der Neuapostolischen Gemeinden Deutschlands e. V.“ nach Frankfurt am Main einberufen, an der 17 deutsche und ein französischer Apostel teilnahmen. Sie bestimmten den nordrhein-westfälischen Bezirksapostel Walter Schmidt zum neuen Stammapostel, obwohl die „Botschaft“ Bischoffs hier eindeutig keinen Nachfolger vorsah. Er wurde formal dann erst auf einer Apostelversammlung im Herbst gewählt, da die Wahl in Frankfurt laut Statuten nicht beschlussfähig gewesen war. Kritiker behaupten, dass auch diese zweite Wahl nicht satzungsgemäß war, weil angeblich nicht die erforderliche Dreiviertelmehrheit anwesend war, jedoch fehlen dafür Belege. In einem Schreiben an die neuapostolischen Gemeinden wird die nicht eingetroffene Prophetie und der Tod Bischoffs so erklärt: Gott habe aus „unerforschlichen Gründen seinen Willen geändert“ … Gott will durch den Tod des Stammapostels „alle Gläubigen heilsam aufschrecken und ihnen noch eine Gnadenfrist für ihre Vorbereitung auf die Wiederkunft Jesu Christi gewähren“. In der einzigen Biographie Bischoffs, welche im kircheneigenen Verlag erschien, heißt es:

„Warum das, was nach menschlichem Verstand die logische Konsequenz nach dem Heimgang des Stammapostels Bischoff gewesen wäre, nicht geschah, ist eines der vielen Wunder unseres himmlischen Vaters, die er an seinen Kindern tat und immer noch tut. … J. G. Bischoffs Glaube, der Herr werde zu seiner Lebenszeit wiederkommen, war keine Folge seines hohen Alters und auch kein frommes Wunschdenken, sondern fest begründet. Warum die Botschaft nicht in Erfüllung ging, wissen wir nicht.“

Der Spiegel beschrieb die Zeit nach dem Tod Bischoffs so: „Die Mehrzahl fühlte sich wie vor den Kopf geschlagen – und will nun überhaupt nichts mehr glauben …“
Ein Erfahrungsbericht eines Kirchenmitgliedes, Geburtsjahr 1913:

„Die ersten paar Tage, da hast du niemanden gesehen, den du getroffen hast, der nicht stehen geblieben ist und geweint hat. Was da für Tränen geflossen sind, das kann ich dir nicht schildern. … Und vielleicht in vielen Geschwistern auch zweifelnde Fragen. … Es hat einige Geschwister gegeben, die dann nicht mehr in die Gottesdienste kamen, aber es war ein kleiner Prozentsatz. … Wir wussten vom ersten Tag an: Und wenn er doch heimgegangen ist, der Herr kommt trotzdem und holt uns heim. An dieser Tatsache konnte niemand etwas ändern. Da standen wir einfach ganz fest verwurzelt. … Uns wurde dann gesagt, der Herr kann seinen Plan ändern. Er hat ihn geändert bei Hiskia usw. Und wenn man sich mit diesem Gedanken dann beschäftigt hat, konnte man verstehen, dass der Herr auch hier zur Prüfung seines Volkes diesen Heimgang geschehen ließ.“

Der für viele Mitglieder der Neuapostolischen Kirche überraschende Tod des Stammapostels führte zu einer Art geistiger und organisatorischer Stille. So waren in der darauffolgenden Zeit etliche Amtsträger unfähig, den Dienst anzutreten. Der nun neue Stammapostel verzichtete auch mehrere Jahre auf die Ordination von neuen Aposteln, da die nahe Wiederkunft Christi nach wie vor erwartet wurde. Weiter verbot er eine Diskussion mit Außenstehenden über die Botschaft, seine Devise war: „Wir schweigen und gehen unsern Weg.“ Die Neuapostolische Kirche versank in eine Starre und ließ äußere Einflüsse und gesellschaftliche Entwicklungen nicht in die Organisation eindringen. So lehnte Stammapostel Schmidt auch unter anderem 1963 die Einladung des Ökumenischen Rates der Kirchen zu einem Gespräch ab. Dies führte in der Folge über Jahrzehnte zu einem Abbruch weiterer Gespräche.
Es erfolgte, trotz der Nichterfüllung der Botschaft, bei den zu Tausenden ausgeschlossenen Mitgliedern und Amtsträgern keine Bitte um Entschuldigung, bzw. auch keine Annullierung der Kirchenausschlüsse. Stattdessen wurden diese zum großen Teil weiterhin wie Ausgestoßene und Ungläubige betrachtet. Eine Ausnahme bildete der leitende Amtsträger Bezirksapostel Hermann Engelauf aus Westfalen, der seit der Trennung 1955 bis zu seinem Tod 2011 einen engen Kontakt zu Apostel Peter Kuhlen und dessen Familie pflegte. Dieser ehemalige Nachfolger im Stammapostelamt und dann aus der NAK ausgeschlossene Apostel Kuhlen schrieb nach dem Tod Bischoffs:

„Aber so sehr bedauerlich es auch ist, dass die einst so blühende Neuapostolische Kirche einen solchen Zusammenbruch erfährt, so war doch nach der Entwicklung, welche die Neuapostolische Kirche in Lehre, Führung und Methoden in letzten Jahren genommen hatte, der jetzt eingetretene Zusammensturz eines Gebäudes, das in vieler Hinsicht morsch geworden war, vorauszusehen. Wir erkennen darin sogar die waltende Hand Gottes, die ihren Segen zurückziehen musste von solchen, die in seinem Namen so viel trauriges verursacht haben.“

Kurt Hutten, damaliger Sektenbeauftragter der EZW, schrieb in einem Artikel des Materialdienstes der Evangelischen Zentralstelle für Weltanschauungsfragen:

„Nach allen Berichten währte die durch Bischoffs Tod ausgelöste seelische Krise nur ganz kurze Zeit. Nach ein paar Tagen hatten sich die Gläubigen wieder gefangen … Das ist gelungen. Die Neuapostolische Gemeinschaft blieb eine festgefügte Einheit und widerstand allen Vorstößen von kirchlicher und anderer Seite … Aus zahlreichen Berichten von Gemeindepfarrern ergibt sich immer wieder das gleiche Bild: Jede Erschütterung ist ausgeblieben. Die Neuapostolischen tragen wieder den Kopf hoch und fühlen sich so sicher und überlegen wie eh und je. Jeder Versuch, ein Gespräch über die durch Bischoffs Tod entstandenen Fragen mit ihnen anzuknüpfen, prallt ab oder wird mit den Argumenten beantwortet, die in dem Wort des Apostelkollegiums enthalten sind.“

### Späterer Umgang mit der Thematik
Bis zur Jahrtausendwende fehlt eine kritische Auseinandersetzung mit der Botschaft und der ausgebliebenen Erfüllung. In vielen geschichtlichen Ausarbeitungen oder Lehrbüchern für die kircheneigene Kinderunterweisung wurden die leidvollen Geschehnisse nur unzureichend oder gar nicht erwähnt.
Stammapostel Richard Fehr erklärte in einem Interview 1996, auch in Reaktion auf die zunehmenden Konfrontationen durch Aussteiger, dass die Frage, warum sich die Botschaft nicht erfüllt habe, „mit dem Verstand letztlich nicht erklärt“ werden könne, dies aber „ihren göttliche[n] Charakter“ nicht in Frage stelle. Er lud im Jahr 2000 und 2001 mehrere apostolische Glaubensgemeinschaften, welche ihren Ursprung in der Neuapostolischen Kirche hatten, zu einem „Konzil“ genannten Treffen nach Zürich ein. Dieses Treffen war der Beginn einer ersten Annäherung zwischen den Ausgeschlossenen und der NAK.
Der spätere (2005 bis 2013) Stammapostel Wilhelm Leber (verheiratet mit einer Enkelin Bischoffs und selbst Sohn einer Nichte Bischoffs) äußerte sich in einem Interview mit der Zeitschrift idea Spektrum im Jahr 2006 ebenfalls zur Botschaft und sagte: „Das Thema ist kein Dogma mehr, jeder kann sich sein eigenes Urteil darüber bilden.“ Er persönlich sei der Meinung, dass Bischoff zwar eine Botschaft von Gott erhalten habe, diese aber eventuell fehlinterpretiert habe.
Die ersten offiziellen Entschuldigungen zum damaligen Umgang mit Skeptikern, nicht zur Botschaft selbst, und Annäherungsversuche bezüglich der Botschaftszeit wurden 2005/2006 in der Schweiz und im Saarland formuliert. Des Weiteren begannen wieder Gottesdienstbesuche in der NAK durch Mitglieder der Apostolischen Gemeinde des Saarlands.
Eine Aufarbeitung der Botschaftskrise und deren Folgen wurde von der Neuapostolischen Kirche bis 2007 nie umfassend unternommen. Eine im Dezember 2007 von der NAK vorgelegte Geschichtsaufarbeitung wurde von internen und externen Kritikern unter deutlichen Protesten als einseitig und unwissenschaftlich bezeichnet. Ein Zusammenhang der Spaltungen im Saarland, in Südafrika, den Niederlanden, der Schweiz und Deutschland mit der „Botschaft“ wurde grundsätzlich negiert. Die Annäherungen und Gespräche zwischen der NAK und der Vereinigung Apostolischer Gemeinden (VAG) wurden aufgrund der Ausarbeitung von Seiten der VAG unterbrochen. Erst vier Monate später äußerte sich die Neuapostolische Kirche offiziell zu den Vorwürfen:

„In einem Brief, den das Oberhaupt der Neuapostolischen Kirche, Stammapostel Wilhelm Leber, in der heutigen Ausgabe der Kirchenzeitschrift „Unsere Familie“ (Ausgabe 6/2008) veröffentlichen lässt, entschuldigt er sich für „Verletzungen“, die dieser Abend hervorgerufen hat. Es sei nicht seine Absicht gewesen, jemanden zu verletzen, so der Stammapostel. „Nachträglich betrachtet müssen wir feststellen, dass wir im Vorfeld dieses Abends solche Reaktionen nicht erwartet haben.“ Der Vortrag sei als eine sachliche Auseinandersetzung mit der Vergangenheit gedacht gewesen, Emotionen und Gefühle sollten weitgehend unberührt bleiben.“

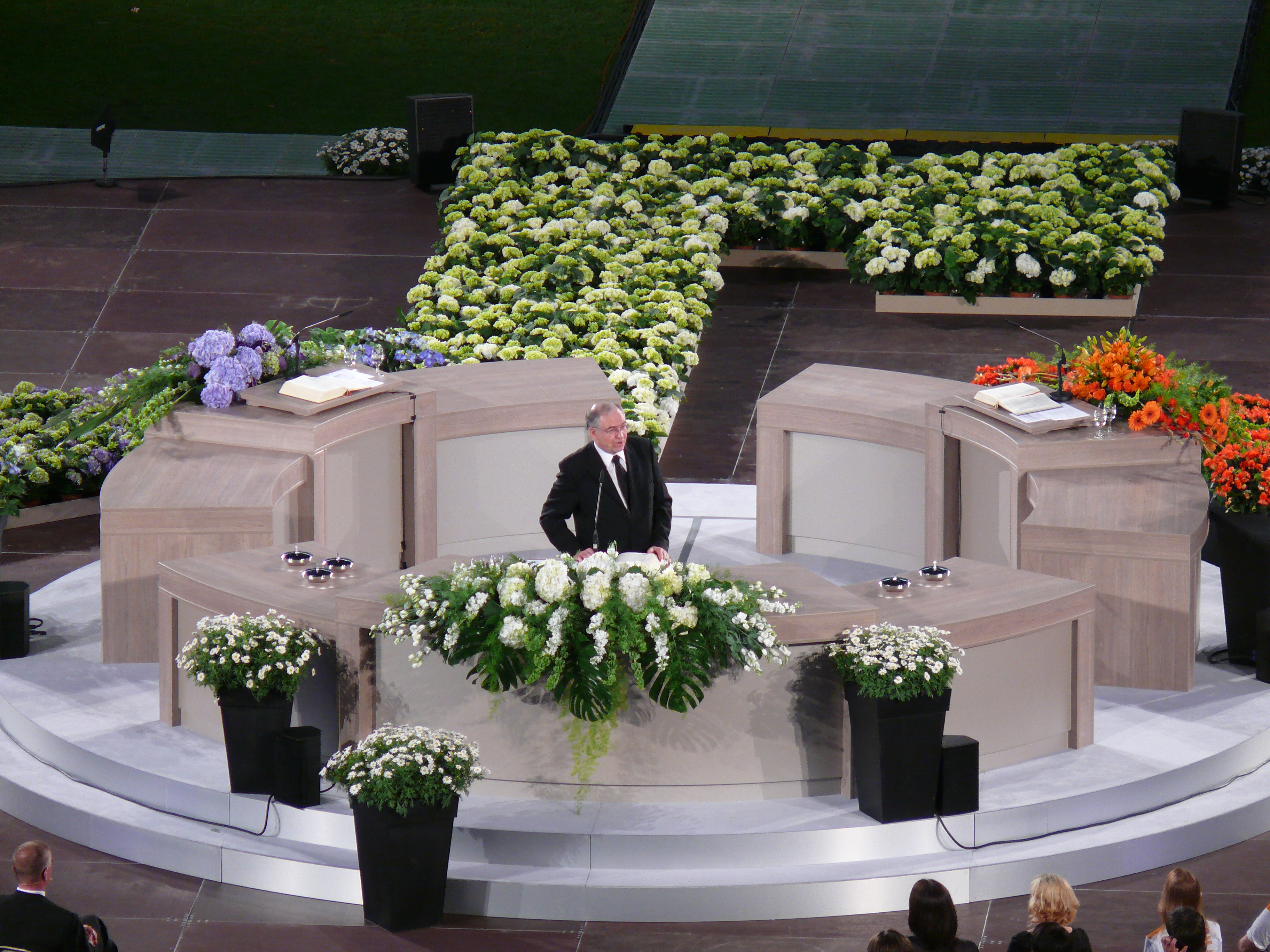
Stammapostel Leber während des EJT 2009

Während des Gottesdienstes zum Europa-Jugendtag der Neuapostolischen Kirche (EJT) 2009 kam es vor dem Abendmahl zu einer Versöhnungsgeste des Stammapostels Wilhelm Leber gegenüber anwesenden Mitgliedern der Vereinigung Apostolischer Gemeinden. Dazu sagte der Kirchenpräsident vor ca. 42.000 Gottesdienstteilnehmern und dem Fernsehpublikum unter anderem:

„Das will ich gerne hier in der Öffentlichkeit zugestehen, ohne nun ins Detail zu gehen: Ja, es sind auch von unserer Seite, von der Seite der Neuapostolischen Kirche, Fehler gemacht worden. Wir strecken uns aus nach der Versöhnung.“

Diese Aussage ist einer der ersten öffentlichen Versöhnungsversuche der internationalen Kirchenleitung mit den ausgeschlossenen Gemeinschaften seit der Trennung. Eine durch den Stammapostel geleitete Zeitzeugenbefragung zu den Vorgängen zur Botschaftszeit im Jahre 2009 wurde im Internet und in der Zeitschrift „Unsere Familie“ veröffentlicht. Kritiker bemängelten, dass die Befragung nicht unabhängig geleitet wurde und sich ggf. Kirchenmitglieder in Anwesenheit des Stammapostels nicht offen geäußert hätten.
Der Druck auf die Kirchenleitung ließ in der Folgezeit nicht nach, es wurden aus internen und externen Kreisen Stimmen laut, die eine eindeutige Entschuldigung und den Widerruf der Geschichtsarbeit forderten. Die ausführliche Arbeit wurde auf öffentlichen Druck des NAK-Kritikers Albrecht Schröter im Jahr 2010 zumindest von den Internetseiten der Neuapostolischen Kirche entfernt. Stammapostel Wilhelm Leber sagte dazu:

„Ich will zum 50. Todestag von Stammapostel Bischoff ein weiteres Zeichen der Versöhnung setzen. Zwar ist die von der AG Geschichte ausgearbeitete Gesamtschau über die Jahre 1938–1955 nach wie vor ein wichtiger Bestandteil unserer eigenen Geschichtsaufarbeitung, sie soll jedoch kein Zankapfel bleiben. Wir haben es gut gemeint und auf dem Boden von Archivmaterial eine Bewertung vorgenommen. Dennoch will ich nicht einen bleibenden Graben zu den anderen apostolischen Gemeinschaften aufrecht erhalten, sondern viel lieber eine Verständigung unter allen Beteiligten über diese schwierigen Jahre erreichen. Das geht offenbar nur, wenn wir die Ausarbeitung ersatzlos aus dem Internet entfernen.“

Ebenfalls im Jahr 2010, am 3. Oktober, kam es während des Gottesdienstes in Frankfurt-West anlässlich des 50. Todestages von J.G. Bischoff zu ersten Entschuldigungsworten durch den Stammapostel Wilhelm Leber, diese Ausführungen wurden jedoch später nicht weiter öffentlich bekannt gemacht. Die Nachrichtenagentur von „Unsere Familie Online“ berichtete:

„»Ich bin der Meinung, man muss Dinge auch ansprechen«, ging Wilhelm Leber ausdrücklich auf die Botschaft des 1960 verstorbenen Stammapostels Bischoff ein: dessen Ankündigung, der Herr Jesus werde noch zu seinen eigenen Lebzeiten wiederkommen. Anfangs habe das damalige Kirchenoberhaupt den Gemeindemitgliedern ausdrücklich freigestellt, den Glauben daran zu teilen, führte er Gottesdienst-Zitate an. Leider sei es später zu einer Zuspitzung gekommen, so Stammapostel Leber weiter: Die Glaubensbekundung sei zur Bedingung für Amtseinsetzungen und Versiegelungen gemacht worden. »Das ist nicht gut gewesen.« Dadurch habe die Botschaft einen viel zu hohen Stellenwert gewonnen. Er bedauere es, wenn Gläubige abgewiesen oder in ihrer Lebensgestaltung eingeschränkt worden seien. »Ich entschuldige mich dafür bei den Betreffenden.«“

Die Apostel und Bischöfe der Apostolischen Gemeinschaften in Europa begrüßten die „erfreuliche Entwicklung im Umgang mit der Botschaft“.
Externe Untersuchungen, zum Beispiel im Rahmen der Arbeiten im Netzwerk Apostolische Geschichte bzw. der o. g. umfassenden Arbeit von M. Koch, führten zu neuen Erkenntnissen rund um die Entstehung und Verbreitung des Dogmas. Demnach entwickelte sich die Botschaft und die angebliche Vision des J.G. Bischoff durch Einflüsse im Apostelkreis sowie durch zugespielte Träume und Visionen einzelner Mitglieder. Es kann aufgrund der geschichtlichen Forschungsergebnisse sogar unterstellt werden, dass sie vom Umfeld des Stammapostels gezielt gefördert wurde, um unliebsamen Aposteln ein weiteres Mitgehen unmöglich zu machen.
Kritiker und Teile der Kirchenbasis fordern nach wie vor einen Widerruf der Botschaft und eine öffentliche Bitte um Entschuldigung durch den Kirchenleiter der Neuapostolischen Kirche. Andere Teile der Kirchenbasis wollen das Kapitel endlich ruhen lassen oder haben sich selbst eine Meinung dazu gebildet. So prägt die Botschaft und dessen Folgen noch 50 Jahre nach dem Tod des Stammapostels Bischoffs die Neuapostolische Kirche.
Im Mai 2013 äußerte sich Stammapostel Wilhelm Leber, kurz vor seinem Ruhestand, in einem Schreiben an die deutschsprachigen Gemeinden. Darin hält er fest, dass der Stammapostel Bischoff die Botschaft aller Voraussicht nach durch eine Vision erhalten und erstmals 1951 verkündigt habe. Leber reflektiert die Entstehung der Botschaft demnach nicht nach den wissenschaftlichen Erkenntnissen und historischen Belegen, sondern verwendet die jahrzehntelang vertretene Meinung der NAK. Weiter spricht Leber in dem Schreiben aber davon, dass die Botschaft keinen biblischen Grund hatte und ein Dogma nicht an einer Vision eines Stammapostels hätte fest gemacht werden dürfen. Daher betont er, dass die Neuapostolische Kirche nicht mehr daran festhalte, es hätte sich bei der Botschaft um eine göttliche Offenbarung gehandelt. In der Stellungnahme führte Stammapostel Leber ebenfalls aus, dass die Aussage des Apostelkollegiums 1960, Gott habe seinen Willen geändert, biblisch nicht haltbar sei. Stammapostel Leber bedauert, dass Mitglieder unter der Botschaft leiden mussten und die Kirche verlassen haben, erfasst aber nicht jene, die von der Kirchenleitung zu Tausenden ausgeschlossen wurden:

„Es ist mir ein Anliegen, jene um Verzeihung zu bitte, die unter der Botschaft des Stammapostels Bischoff gelitten haben oder sich sogar von der Kirche abwandten. Ich bedaure die Gewissensnöte und Zweifel, denen viele ausgesetzt waren.“

Den durch zwei Wissenschaftler erstellten Forschungsbericht Apostolische und neuapostolische Christen im Umgang mit der „Botschaft“ hält die Neuapostolische Kirche jedoch bis heute unter Verschluss.

### Heutige Bewertung der Botschaft
Eingeleitet durch den ehemaligen Stammapostel Wilhelm Leber, wurde in einer Feierstunde am 29. November 2014 in der Kirche der apostolischen Gemeinde Düsseldorf eine gemeinsame Erklärung der Neuapostolischen Kirche und der Apostolischen Gemeinde zur Versöhnung unterzeichnet. Diese hatte den Zweck, das Verhältnis zueinander zu „klären und miteinander versöhnt und in gegenseitiger Wertschätzung in die Zukunft“ zu gehen. Darin heißt es in Bezugnahme auf die Botschaft auszugsweise:

„Aus theologischer Sicht muss sich jede Botschaft Gottes grundsätzlich erfüllen. Da sich die Botschaft nicht erfüllt hat – Stammapostel Bischoff starb 1960 – lässt sich die Bewertung ableiten, dass sie keine göttliche Offenbarung war. Sie hätte in dieser Form keinen Einzug in die Lehre und Verkündigung finden dürfen.“

Des Weiteren finden sich in diesem offiziellen Papier der Kirchenleitungen die Entschuldigung der Neuapostolischen Kirche an die wegen dieser Vorgänge aus der Kirche ausgeschlossenen Amtsträger sowie an alle, die dadurch in Mitleidenschaft gezogen wurden.
Helmut Obst sieht in den Vorfällen um die „Botschaft“ eine einmalige historische Fallstudie, die den besonderen Charakter des neuapostolischen Glaubens in der aufopfernden Treue zum kirchlichen Amt (siehe auch vormaliges Dogma des Glaubensgehorsams) unterstreicht. Wäre die NAK durch eine „intellektuell-dogmatische Glaubenshaltung“ der Wiederkunft Christi (vgl. biblizistischer Pietismus) geprägt gewesen, hätte die geschichtliche Episode ihm zufolge in einer „Katastrophe“ für das weitere Bestehen der NAK geendet.

### Gründe für die Entstehung der „Botschaft“
Der Historiker Dominik Schmolz nennt drei Hypothesen zu Kontextfaktoren, die die Entstehung der Botschaft begünstigt haben könnten:
1. Weltpolitischer Kontext: Der Bombenkrieg gegen Deutschland in den späteren Jahren des Zweiten Weltkriegs, die um sich greifende Angst um Atomwaffen sowie der Ausbruch des Kalten Krieges, und damit die Erwartung eines erneuten Weltkriegs, begünstigten endzeitliche Glaubensströmungen in der frühen Nachkriegszeit. Dass sich dies in neuapostolischen Predigten niederschlug, legen unter anderem Zeugnisse von Stammapostel Bischoff sowie Aktenaufzeichnungen der Staatssicherheit der DDR nahe.
2. Kirchenpolitischer Kontext: Der interne Richtungsstreit, der unmittelbar nach Kriegsende einsetzte, wurde von Bischoff als göttliches Zeichen der Zeit gewertet, das mit den Prophezeiungen und Warnungen im Sendschreiben an die christliche Gemeinde Laodizea aus der Johannesoffenbarung in Verbindung gebracht wurde; ein angeblich weiteres Zeichen, dass die Zeit bis zur Wiederkunft Christi „erfüllt“ sei. Michael Koch deutet ebenfalls diese Ebene an, da nach seinen Recherchen auch offenkundige Antipathien zwischen den verschiedenen Konfliktparteien der Nachkriegszeit und die Verhältnisse um den Kirchenverlag in Besitz der Familie Bischoff eine entscheidende Rolle gespielt hätten.[94]
3. Personaler Kontext: Darunter fallen Bischoffs konfrontativer Umgang mit Dissensen und eine auffällige Zurückhaltung gegenüber dem Tod. Laut Schmolz gibt die Datenlage keinen einzigen Trauergottesdienst von Bischoff nach 1948 her, was bereits Zeitzeugen als persönliche ‚Scheu vor dem Tod‘ interpretiert hätten. Für Letzteres sprechen laut Schmolz auch diverse Bischoff-Zitate, in denen der Umkehrschluss aus seiner „Botschaft“, folglich auch nicht mehr zu sterben, prominent zu Tage tritt. Dies könnte Bischoff dazu verleitet haben, von einem unerheblichen Schaden für die Kirche im Falle seines Irrtums auszugehen[95] und den Glauben an die „Botschaft“ offensiv einzufordern.

„Wenn mich der Herr vor seinem Kommen von dieser Erde wegnehmen würde, so gäbe das keine Katastrophe für Gottes Werk; es könnte im schlimmsten Fall für manche eine Enttäuschung werden.“

Bei Helmut Obst findet sich die Vermutung, dass die „Botschaft“ mit der Absicht von Stammapostel Bischoff entstanden ist, sich der Nachfolgeregelung um Peter Kuhlen ohne Gesichtsverlust und mit göttlicher Legitimation zu entledigen. Dafür spreche unter anderem die Aussage Bischoffs aus dem Jahr 1953, wonach er zur Ordination von Kuhlen gegen seinen Willen und ohne göttliche Legitimation gedrängt worden sei. Wilhelm Parzich, ehemals NAK-Priester und 1952 maßgeblich am Schisma der Apostolischen Gemeinde des Saarlandes beteiligt, ging sogar so weit, die „Botschaft“ als eine Erfindung von Friedrich Bischoff darzustellen, der damit versucht haben soll, eigene Machtansprüche und vorteilhafte Finanzverhältnisse um den Kirchenverlag vor internen Kritikern wie Peter Kuhlen zu schützen. In einem Bericht an das Ministerium des Innern der DDR anlässlich eines Gottesdienstes am 28. Dezember 1956 in Halle an der Saale bringt der Verfasser zum Ausdruck, dass zeitgenössische NAK-Mitglieder die „Botschaft“ auch auf eine unterstellte, geistige Verwirrung des hochbetagten Bischoffs zurückführten.